# Campo semántico
El campo semántico o cadena cohesiva es un conjunto de palabras o elementos  significantes con significados relacionados, debido a que comparten un núcleo de significación o rasgo semántico  común y se diferencian por otra serie de rasgos semánticos que permiten hacer distinciones. El concepto de campo semántico (en alemán Wortfeld) fue establecido por Gunther Ipsen (1924) y Jost Trier en 1931 en el debate lingüístico.

Un campo semántico está constituido por un grupo de palabras relacionadas por su significado, compartiendo ciertas características comunes o semánticas.
Un concepto similar es el de red léxica.

## Campos semánticos en lingüística
Cada lengua tiene su  manera de parcelar la realidad, es decir, considerar qué objetos comparten rasgos semánticos y cuáles deben ser considerados ámbitos diferentes. Y por tanto cada lengua elige unos rasgos relevantes y desecha otros. En gran medida la estructuración de los campos semánticos y los rasgos más relevantes dependen de factores extralingüísticos y tienen que ver, frecuentemente, con aspectos históricos o culturales contingentes. Un ejemplo de esta arbitrariedad se encuentra por ejemplo en la serie de palabras selva - bosque - madera - leña del español, que no coincide ni con la distinción bois - fôret del francés ni con la distinción forest - wood del inglés. Otro ejemplo conocido debido a Franz Boas es que ciertas lenguas esquimales tienen más de media docena de palabras para lo que en otras se expresa simplemente como 'nieve'[cita requerida]. 
Los campos semánticos pueden adoptar diversas estructuras. Las más interesantes son las ramificantes y las lineales. Un campo semántico puede representarse como un conjunto de formas léxicas de significado bien definido. Muchas veces dicho conjunto de formas léxicas puede dotarse de cierta estructura ordenada mediante relaciones semánticas. Lógicamente una palabra o forma léxica pertenecerá en general a varios campos semánticos, siendo una posible definición de la palabra la intersección de todos los campos semánticos a los que pertenece.  
Una variación en este campo fue introducida en 2005 con la Teoría política de los campos semánticos según la cual las fronteras semánticas (positiva vs. negativa) son el resultado de una lucha social e ideológica, especialmente con la creación o valoración de ideoléxicos.

### Ejemplo ilustrativo
Un ejemplo de campo semántico sería el de términos relacionados con muro entre los cuales podemos encontrar:

| palabra | sema compartido         | semas distinguidores       |
| pared   | [+obstáculo][+vertical] | [+alto]                    |
| tapia   | [+obstáculo][+vertical] | [+alto][+piedra][+delgado] |
| muro    | [+obstáculo][+vertical] | [+alto][+piedra][+grueso]  |
| pretil  | [+obstáculo][+vertical] | [-alto][+piedra]           |
| cerca   | [+obstáculo][+vertical] | [-alto][+rústico]          |
| verja   | [+obstáculo][+vertical] | [+metálico]                |
| muralla | [+obstáculo][+vertical] | [+defensivo]               |
Todas las palabras de la relación anterior son elementos del campo semántico de los "obstáculos verticales (no traspasables directamente)".

### Relaciones dentro de los campos semánticos
Dentro del conjunto de elementos de un campo semántico pueden establecerse diversas relaciones de orden (hiponimia, meronimia, etc). Estas relaciones pueden clasificarse en:
- Ramificantes: 
  - Hiponimia: uno de los elementos contiene en sí mismo el significado de otro (Todos los X son Y): coche / berlina.
  - Meronimia: cada uno de los elementos designa a una parte de otro elemento (Todos los X están en Y): cazuela / menaje.
- Lineales: cada uno de los elementos establece una relación con el siguiente y el anterior de una serie (niño, joven, maduro, anciano). La configuración lineal puede ser funcional en una sola dirección (niño -> joven), ser reversible (caliente <-> templado) o ser circular (domingo -> lunes -> martes -> miércoles -> jueves -> viernes-> sábado). Se supone que sólo son antónimos verdaderos los dos extremos de una serie lineal no circular.

También pueden definirse relaciones de equivalencia como la sinonimia.